# Пожарки (Брагінський район)
Пожарки — (біл. вёска Пажаркі), село (веска) в складі Брагінського району розташоване в Гомельській області Білорусі. Село підпорядковане Вугловській сільській раді і в ньому мешкає 6 чоловік (станом на 2004 рік).
Село Пожарки розташоване на південному сході Білорусі, у південній частині Гомельської області, неподалік від районного центру Брагіна (за 7 кілометрів північніше).